# Jeremiah McLain Rusk
Jeremías McLain Rusk (Malta, 17 de junio de 1830 - Viroqua, 21 de noviembre de 1893) fue un político republicano estadounidense. Se desempeñó como segundo secretario de agricultura de Estados Unidos, decimoquinto gobernador de Wisconsin, y sirvió tres mandatos en la cámara de representantes, en representación del noroeste de Wisconsin. También se desempeñó como oficial del ejército de la unión durante la guerra de secesión, sirvió un mandato en la asamblea del estado de Wisconsin (1862) y fue el último contralor bancario de Wisconsin (1866-1870) antes de que se aboliera la oficina.

## Biografía

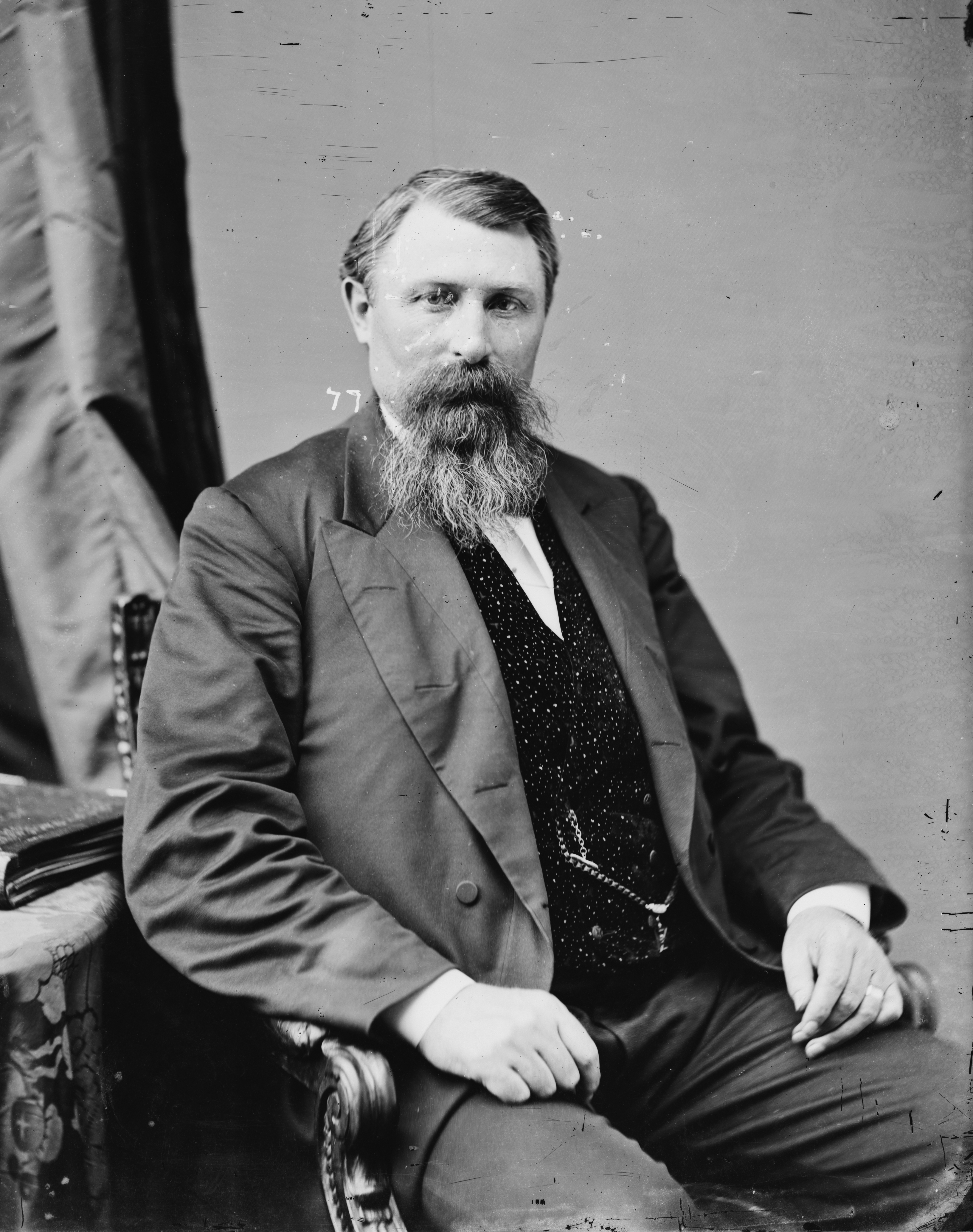
Representante Jeremiah M. Rusk.

Nació en Malta, Ohio el 17 de junio de 1830; es el hermano menor del también político, Allen Rusk. Fue miembro del Partido Republicano. Comenzó como plantador, luego se dedicó a la posada y finalmente a la banca antes de la Guerra de Secesión.
Rusk comenzó su servicio con el Ejército de la Unión durante la Guerra de Secesión como comandante del 25º Regimiento de Infantería de Voluntarios de Wisconsin el 14 de agosto de 1862. Fue ascendido a teniente coronel el 16 de septiembre de 1863. Tomó el mando del regimiento el 22 de julio de 1864 cuando el coronel Milton Montgomery fue herido y capturado en Decatur, Georgia durante la Batalla de Atlanta. Continuó al mando después de que se cambiara a Montgomery porque ahí se le dio el mando de la brigada a la que se asignó la 25.ª Infantería de Wisconsin. Rusk resultó herido en el río Salkehatchie, Georgia, el 20 de enero de 1865. Rusk fue retirado de los voluntarios el 7 de junio de 1865. Recibió un nombramiento como coronel brevet a rango desde el 13 de marzo de 1865. El 24 de febrero de 1866, el presidente Andrew Johnson nominó a Rusk para su nombramiento en el grado de general de brigada brevet de voluntarios a partir del 13 de marzo de 1865, y el Senado de los Estados Unidos confirmó el nombramiento el 10 de abril de 1866.
Después de la Guerra de Secesión, se convirtió en congresista en la Cámara de Representantes de los Estados Unidos. Fue elegido para el 42º Congreso de los Estados Unidos como representante del 6.º distrito congresional de Wisconsin, sirviendo desde el 4 de marzo de 1871 hasta el 3 de marzo de 1873. Para el cuadragésimo tercer congreso, redistribuyó los distritos y fue elegido como representante del recién creado 7.º distrito congresional de Wisconsin. Fue reelegido para el cuadragésimo cuarto congreso y sirvió desde el 4 de marzo de 1873 hasta el 3 de marzo de 1877. Mientras estuvo en el congreso, fue presidente del Comité de Pensiones Inválidas (Cuarenta y tres congresos). 
Después de su mandato en el congreso, se postuló como republicano para gobernador de Wisconsin, elección que ganó. Su acto más destacado durante su mandato como gobernador fue cuando envió a la Guardia Nacional a Milwaukee para mantener la paz durante las huelgas laborales por el día de los trabajadores de 1886. Los huelguistas habían cerrado todos los negocios de la ciudad excepto North Chicago Rolling Mills en Bay View. Las órdenes de los guardias eran que, si los huelguistas iban a entrar en los Molinos, debían disparar a matar. Pero cuando el capitán recibió la orden, tuvo un significado diferente: ordenó a sus hombres que eligieran a un hombre y dispararan a matar cuando se dio la orden. Esto condujo a la tragedia de Bay View, en la que murieron varios trabajadores; El gobernador Rusk asumió la mayor parte de la culpa.
En 1889, después del final de su tercer mandato como gobernador, aceptó el nuevo puesto de gabinete de Secretario de Agricultura en la administración de Benjamin Harrison. Falleció el 21 de noviembre de 1893 y fue enterrado en Viroqua, Wisconsin.
La casa que compró y en la que vivió mientras era gobernador de Wisconsin, ahora conocida como Old Executive Mansion, fue utilizada por el estado como residencia oficial del gobernador durante varias décadas y figura en el Registro Nacional de Lugares Históricos. Su hijo, Lycurgus J. Rusk, fue miembro de la Asamblea del Estado de Wisconsin.